# Dragan Antić
Dragan Antić (ur. 10 lutego 1963 we Vranju) – serbski uczony, elektronik i automatyk, profesor, rektor Uniwersytetu w Niszu.

## Życiorys
We Vranju ukończył szkołę podstawową i średnią, a następnie kierunek Automatyka procesów na Wydziale Energetyka i automatyka Uniwersytetu w Niszu. Jego praca dyplomowa (1987 rok) nosiła tytuł Automatizacija izbora optimalnih parametara podešenja industrijskih P, PI i PID regulatora. 
Bezpośrednio po ukończeniu studiów w 1987 roku, zatrudnił się na Wydziale Elektroniki swojej alma mater. W tym samym roku został wybrany asystentem w Zakładzie Automatyki. W 1987 roku rozpoczął też studia podyplomowe na kierunku Automatyka. W 1991 roku obronił pracę magisterską zatytułowaną „Regulacija objekata čiji model sadrži transportno kašnjenje u klasi sistema promenljive strukture”. W tym samym roku został wybrany asystentem w Zakładzie Automatyki. W 1994 roku obronił pracę doktorską pt. "Sistemi promenljive strukture sa proporcionalno integralnim delovanjem". W 1995 został docentem, w 2000 profesorem nadzwyczajnym, a w 2005 profesorem zwyczajnym.
W 2018 roku jednogłośnie wybrano go rektorem Uniwersytetu w Niszu. Od 2012 roku jest także prezesem zarządu Fundacji Rozwiązywania Problemów Mieszkaniowych Młodych Naukowców Uniwersytetu w Niszu, a od 1 stycznia 2015 roku wiceprzewodniczącym Rady Rektorów Konferencji Uniwersytetów Serbskich.

## Osiągnięcia
Jest autorem lub współautorem monografii międzynarodowych oraz około 280 prac naukowych, które zostały opublikowane w czasopismach międzynarodowych i serbskich. Ponadto jest autorem lub współautorem dziesięciu podręczników uniwersyteckich, przeznaczonych dla inżynierów i studentów kierunków technicznych. Brał również udział w realizacji kilku serbskich projektów rozwojowych i naukowo-badawczych oraz projektów finansowanych przez Komisję Europejską, które dotyczyły reformy szkolnictwa wyższego na terenie Serbii.